# Desensitized (Drowning Pool)
Desensitized è il secondo album studio della band alternative metal texana Drowning Pool.

## L'album
È l'unico album ad esser stato registrato con Jason Jones come cantante, nonché l'album che ha riportato il gruppo al successo dopo la tragica morte di Dave Williams, evento che quasi segnò la fine della band. Ha riscosso un notevole successo, anche grazie all'inserimento del singolo Step Up nella colonna sonora del film The Punisher. L'album ha dei cambiamenti poco differenti dal primo, Sinner, in quanto solo le componenti Hard Rock e quelle Post Grunge vengono decimate nel sound. Quindi possiamo parlare di un album più graffiante degli altri, avendo appunto sinfonie alternative metal e nu-metal (esempio pratico è il singolo "Cast Me Aside") a prevalere. L'album è approdato nei negozi il 20 aprile 2004. Come già citato, l'unico lavoro con Jason Jones, che ha dato l'addio alla band, formando poi gli AM Conspirancy.

## Tracce
1. Think – 3:32
2. Step Up – 3:17
3. Numb – 3:32
4. This Life – 3:42
5. Nothingness – 3:23
6. Bringing Me Down – 3:07
7. Love and War – 3:37
8. Forget – 3:22
9. Cast Me Aside – 4:12
10. Killin' Me – 3:07
11. Hate – 3:41

## Singoli
1. Step Up - 3:17
2. Killin' Me - 3:07
3. Love and War - 3:37

## Formazione
- Jason "Gong" Jones - voce
- C.J. Pierce - chitarra
- Stevie Benton - basso
- Mike Luce - batteria